# Ożaglowanie rozprzowe

Ożaglowanie rozprzowe

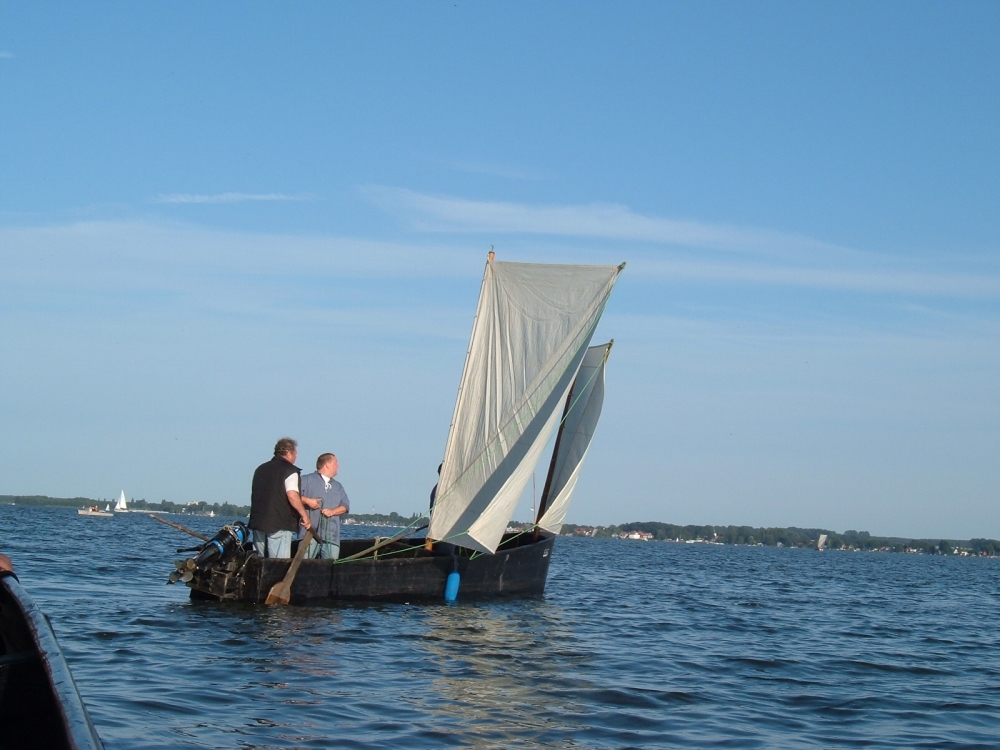

Ożaglowanie rozprzowe – rodzaj ożaglowania skośnego, w którym czworokątny żagiel rozpinany jest przez drzewce, nazywane rozprzą, które zamocowane jest do masztu w jego dolnej części i biegnie skośnie aż do górnego tylnego rogu żagla. 
Żagiel przymocowany jest przednim likiem do masztu oraz rogiem do końca rozprzy, dolny lik może być przymocowany do bomu, ale jest on stosowany raczej w nowszych konstrukcjach, dla polepszenia własności aerodynamicznych żagla. Liki wolny i górny nie są mocowane do drzewc.
Podczas żeglugi jednym z halsów, rozprza znajduje się przed żaglem, co powoduje zaburzenia jego kształtu, jednak przy dobrym żaglu nie wpływa to znacząco na jego pracę.
Podobnie jak w ożaglowaniu gaflowym można używać topsla.
Ożaglowanie rozprzowe stosowane było na wielu łodziach roboczych.
Obecnie najczęściej można je spotkać na jednostkach klasy Optimist, gdzie rozprza zamocowana jest stosunkowo wysoko na maszcie oraz używany jest bom.